# Nymphidium cachrus
Espèce
Nymphidium cachrus est une espèce d'insectes lépidoptères (papillons) appartenant à la famille des Riodinidae, à la sous-famille des Riodininae et au genre Nymphidium.

## Taxonomie
Nymphidium cachrus a été décrit par Johan Christian Fabricius en 1787 sous le nom de Papilio cachrus.
Synonyme : Papilio damon Stoll, 1790; Peplia damaena Hübner, [1819]; Nymphidium heliotis Bates, 1868.

## Description
Nymphidium cachrus est un papillon d'une envergure autour de 27 mm à 31 mm de couleur blanche largement bordé de marron au bord costal des ailes antérieures et aux bords externes.  Le bord externe des ailes antérieures et le bord externe des ailes postérieures sont ornées d'une ligne submarginale de marques noires limitées par une fine ligne métallisé de festons. Une courte ligne orange débute  l'angle anal.
Le revers présente la même ornementation.

## Écologie et distribution
Nymphidium cachrus est présent en Guyane, en Guyana, au Surinam, à Trinité-et-Tobago, en Colombie, en Équateur et au Brésil,,.

### Protection
pas de statut de protection particulier.